# Gerthi Kulle
Gerthi Kulle, född 10 augusti 1945 i Ängelholm, är en svensk skådespelare. Hon är syster till skådespelaren Jarl Kulle.

## Biografi
Kulle studerade vid Statens scenskola i Stockholm 1966–1969. Hon har medverkat i många uppsättningar på Dramaten från 1969, bland andra Claudels Budskapet till Maria" (1974), regi Alf Sjöberg, Strindbergs Brott och brott" (1980), regi Per Verner-Carlson, Shakespeares Kung Lear (1985), regi Ingmar Bergman, Strindbergs Fröken Julie (1985), regi Ingmar Bergman, Kristina Lugns När det utbröt panik i det kollektiva omedvetna, Ibsens Peer Gynt, regi Ingmar Bergman, Rummet och tiden, av Botho Strauss, regi Ingmar Bergman, Janson/Bratts Mottagningen, regi Gunilla Nyroos, Ett lysande elände, manus och regi Staffan Göthe, Strindbergs Spöksonaten (2000), regi Ingmar Bergman, Staffan Valdemars Holms uppsättningar av von Mayenburgs Det kalla barnet och Harry Martinsons Tre knivar från Wei (2003) samt Shakespears Lika för lika (2005), regi Yannis Houvardas.
Hon TV-debuterade 1981 i serien Skärp dig, älskling!. Hon har därefter, främst under 1990-talet, medverkat i filmer och TV-serier, däribland Mördare utan ansikte (1995), Rusar i hans famn (1996) och Ogifta par – en film som skiljer sig (1997).

## Filmografi
- 1981 – Skärp dig, älskling! (TV-serie)
- 1990 – Rosenbaddarna (TV-serie)
- 1994 – Utmaningen
- 1995 – Mördare utan ansikte (TV-serie)
- 1996 – Rusar i hans famn
- 1997 – Larmar och gör sig till
- 1997 – Ogifta par – en film som skiljer sig
- 2002 – Utanför din dörr
- 2007 – Spöksonaten

## Teater

### Roller (ej komplett)
| År   | Roll                                    | Produktion                                                                 | Regi                  | Teater   |
| ---- | --------------------------------------- | -------------------------------------------------------------------------- | --------------------- | -------- |
| 1969 | Toni                                    | Bröllopsfesten (Hochzeit) Elias Canetti                                    | Donya Feuer           | Dramaten |
| 1977 | Miljökämpe Mona Johansson               | Ranstadvalsen Jan Guillou och Gunnar Ohrlander                             | Margaretha Byström    | Dramaten |
| 1989 | Frosine                                 | Den girige Molière                                                         | Wilhelm Carlsson      | Dramaten |
| 1990 | Ulrica Eleonora                         | Carl XII August Strindberg                                                 | Jan Bergman           | Dramaten |
| 1991 | Brudgummens mor Den grönklädda Tankarna | Peer Gynt Henrik Ibsen                                                     | Ingmar Bergman        | Dramaten |
| 1991 | Kristin                                 | Fröken Julie August Strindberg                                             | Ingmar Bergman        | Dramaten |
| 1992 | Fru Darling                             | Peter Pan J.M. Barrie                                                      | Jackie Söderman       | Dramaten |
| 1992 | Prick                                   | Tiden är vårt hem Lars Norén                                               | Björn Melander        | Dramaten |
| 1993 | Den otåliga                             | Rummet och tiden Botho Strauss                                             | Ingmar Bergman        | Dramaten |
| 1994 | Ernestina van Veen, scenograf           | Goldbergvariationer George Tabori                                          | Ingmar Bergman        | Dramaten |
| 1995 | Mania                                   | Vigseln Witold Gombrowicz                                                  | Karl Dunér            | Dramaten |
| 1998 | Mi Tzu Svägerskan                       | Den goda människan från Sezuan (Der gute Mensch von Sezuan) Bertolt Brecht | Thorsten Flinck       | Dramaten |
| 1999 | Konstanse Breien                        | Kranes konditori Cora Sandel                                               | Agneta Ehrensvärd     | Dramaten |
| 2000 | Den mörka damen                         | Spöksonaten August Strindberg                                              | Ingmar Bergman        | Dramaten |
| 2003 | Marie                                   | Den första hösten Astrid Trotzig                                           | Anna Novovic          | Dramaten |
| 2004 | Lai Yü                                  | Tre knivar från Wei Harry Martinson                                        | Staffan Valdemar Holm | Dramaten |
| 2005 | Francisca Fru Hall                      | Lika för lika William Shakespeare                                          | Yannis Houvardas      | Dramaten |
| 2006 | Fru Miller                              | Kärlek och politik Friedrich Schiller                                      | Hilda Hellwig         | Dramaten |